# تخدير نخاعي
التخدير النخاعي أو التخدير النصفي أو تخدير العمود الفقري هو نوع من أنواع التخدير المستخدم لإجراء العمليات الجراحية، وذلك عن طريق حقن المخدر بداخل السائل المخي المحيط بالنخاع الشوكي أو فوق غشاء الجافية المحيط به. يشمل إعطاء التخدير للمريض من منطقه الظهر وبمواقع معينة ويكون هذا التخدير على نوعين الشوكي وما فوق الأم الجافية.

## مميزات التخدير النصفي
- الحفاظ على المريض بكامل وعيه
- تنفس المريض بصوره طبيعية وعدم حاجته للتنفس الصناعي
- ازالة الألم بشكل أفضل من المسكنات التي يتم حقنها بالوريد في حالة التخدير الكلي
- استعادة حركة الأمعاء والقدرة على تناول الطعام والشراب بشكل أسرع
- تقليل الحاجة لأدوية التخدير الوريدية التي تسبب أضراراً جانبية كالقئ والغثيان
- ازالة أخطار التخدير الكلي في حالات مرضية مثل كبر السن وأمراض القلب والجهاز التنفسي[3][4]

## موانع التخدير النصفي
- رفض المريض وعدم الحصول على اذنه المسبق
- وجود عدوى جلدية أو اصابة في موضع ادخال ابرة التخدير النصفي
- اصابة المريض باعتلال خثري أو سيولة بالدم
- وجود أورام أو التهابات بالمخ والسحايا
- الصدمة سواء صدمة نقص الحجم الدموي أو الصدمة التأقيه
- تغير التشريح الطبيعي للفقرات [2]

## كيفية إعطاء التخدير النصفي
يتم تحديد موقع إعطاء التخدير في الظهر عن طريق طبيب التخدير بصورة خاصة للتخدير الشوكي في مستوى الفراغ بين الفقرتين القطنية الرابعة والخامسة غالباً حيث ينتهي الحبل الشوكي ينتهي بالمستوى ما بين الفقرتين القطنيتين الأولى والثانية، يتم ادخال ابرة التخدير النصفي الخاصة لمسافة الاختراق من جلد المريض إلى القناة الشوكية والتي تتفاوت بحسب بنية المريض، عند الوصول إلى القناة الشوكيه يلاحظ خروج السائل الشوكي بعد إخراج الستليت من الإبرة، وبعد ذلك يتم دفع المخدر ليصل إلى القناة الشوكية، تتم هذه المراحل تحت التعقيم الكامل لمنع حدوث التهاب أو عدوى بالسحايا أو المناطق المعرضة.
بالنسبة للتخدير النصفي من نوع ما فوق الأم الجافية يحتاج إلى خبره عالية حيث يجب الوصول إلى الفرغ فوق القناة الشوكية وهذا الفراغ يحتوي على أوعيه دموية وجذور الأعصاب ولا يوجد فيه السائل الشوكي وعرض هذا الفراغ هو نصف سنتيمتر غالباً، يتم ادخال الإبرة الخاصة بحذر شديد لتلافي ثقب غشاء الأم الجافية والدخول إلى القناة الشوكية، وبعد الوصول إلى هذا الفراغ يتم حقن ماده التخدير باستخدام قسطرة مخصصة.